# 基阿埃拉斯
基阿埃拉斯（?—前228年），比提尼亞王國國王，是尼科美德一世和第一任王后狄媞浙勒所生的兒子。統治期間約在約前254年－前228年。
在尼科美德一世臨死前，根據他的遺命，讓自己與第二任王后萼塔浙塔所生的幼兒為王，並由萼塔浙塔擔任攝政。已經成年的基阿埃拉斯不滿父王這種安排因此早一步逃離國內，流亡到亞美尼亞索菲尼王國薩姆斯一世的宮廷內尋求庇護。當尼科美德一世一死，基阿埃拉斯決心以武力奪取王位，他立即返回國內，並有一些加拉太人來協助。儘管萼塔浙塔有馬其頓安提柯二世和鄰近城邦支持，基阿埃拉斯還是在內戰初期就奪取一部分的國土，最後占領了全國，迫使萼塔浙塔和幼子約在前254年流亡到馬其頓安提柯二世宮廷。如同他的父親和祖父所為，基阿埃拉斯也建造一座城市並以自己的名字命名為基阿拉（Ziela）
，這座城市的準確位置不清楚。
約前228年，基阿埃拉斯在與加拉太人戰鬥時被殺，王位傳給其子普魯西阿斯一世。

## 腳註
1. ↑  赫拉克利亞的門農, History of Heracleia, 14
2. ↑  拜占庭的史蒂芬紐, Ethnica, s.v. "Ziela"
3. ↑  阿特納奧斯, 智者之宴, ii. 58; 龐培·特羅古斯, Prologi, 27

## 來源
- Cohen, Getzel M.; The Hellenistic Settlements in Europe, the Islands and Asia Minor (1996), "Ziela"
- 威廉·史密斯，《希腊羅馬的神話和傳記辭典》, "Zeilas", 波士頓, (1867)

| 統治者頭銜               | 統治者頭銜                       | 統治者頭銜            |
| ------------------------ | -------------------------------- | --------------------- |
| 前任： （攝政） 萼塔浙塔 | 比提尼亞國王 約前254年 – 前228年 | 繼任： 普魯西阿斯一世 |